# Ace Ventura - L'acchiappanimali
Ace Ventura - L'acchiappanimali (Ace Ventura: Pet Detective) è un film del 1994 diretto da Tom Shadyac ed interpretato da Jim Carrey.

## Trama
Ace Ventura è un investigatore privato bizzarro, ma abile nel suo mestiere; vive a Miami ed è specializzato nel ritrovamento di animali domestici o in cattività, persi o rapiti. Inoltre nasconde in casa un numero imprecisato di animali, per questo nel mantenerli è quasi sempre al verde.
Al 'Joe Robbie Stadium', Fiocco di Neve (il delfino mascotte dei Miami Dolphins) viene rapito due settimane prima che la squadra giochi il prestigioso Super Bowl. Il signor Riddle, proprietario della squadra dei Dolphins, crede che la squadra, avendo il morale a terra, rischi di perdere, a meno che non venga restituito il delfino; perciò, ordina al capo delle operazioni Roger Podacter e alla capo pubblicista Melissa Robinson di ritrovare Fiocco di Neve, pena il licenziamento.
Ventura viene assunto per risolvere il caso: Roger e Melissa hanno saputo di lui da una dipendente ex cliente del detective. Sin dall'inizio, hanno dubbi riguardo alle investigazioni "particolari" di Ace; ma lui indaga e scopre il suo primo indizio in una rara pietra d'ambra arancione a taglio triangolare, trovata nella vasca del delfino. Ciò nonostante, i primi sospetti di Ace sono indirizzati verso Ron Camp, un miliardario e collezionista di animali e specie preziose, nonché colui che ha fatto costruire il campo da football dei Dolphins. Dopo essersi intrufolato con la Robinson a un party dell'uomo, Ace (anche a seguito di un "incidente" con uno squalo) rinuncia a questa pista, ma vedendo che l'anello di Ron è diverso, scopre che la pietra da lui trovata è caduta da uno degli anelli che tutti i giocatori di football e lo staff dei Dolphins possiedono dal 1984. Ventura così cerca di trovare il colpevole indagando su ogni membro della squadra del campionato di quell'anno, per vedere i loro anelli, ma sfortunatamente tutte le pietre sono presenti.
Giorni dopo, Melissa riceve la telefonata della morte di Roger. Lei e Ace vanno a casa di Podacter per indagare. L'uomo è misteriosamente caduto dal suo balcone privato, ipotizzando che si sia trattato di suicidio. Anche se il tenente di polizia Lois Einhorn insiste sull'ipotesi del suicidio, Ventura prova che è stato, in realtà, un omicidio, mostrando che il grido che è stato udito da una vicina di casa non avrebbe potuto essere sentito se la porta con doppio vetro insonorizzato fosse stata chiusa anche al momento della caduta. Ace deduce che la vicina abbia sentito il grido da dentro l'appartamento e che l'assassino abbia gettato Podacter fuori dalla finestra, per poi chiudere la porta prima di scappare, dimostrando nuovamente le sue incredibili, seppur bizzarre, doti investigative. Durante il tentativo di scoprire la causa della morte di Podacter, Ace capisce che l'omicidio dell'uomo è collegato alla scomparsa di Fiocco di Neve.
Tornati a casa per continuare l'indagine, Ace scopre un'altra foto della squadra con un giocatore in più, Ray Finkle, acquistato a metà stagione, mentre la foto che ha usato per indagare era di inizio campionato. Finkle, che era una semplice riserva, aveva scalato le gerarchie di squadra, tanto da giocare titolare nel Super Bowl di quell'anno. Ma durante la finale, a pochi secondi dalla fine, aveva sbagliato il field goal decisivo per la vittoria finale alla fine del Super Bowl XVII, causando così la sconfitta dei Dolphins. Ma nonostante tutto aveva comunque ricevuto l'anello commemorativo. Ace scopre che Finkle era rimasto demoralizzato dall'accaduto ed aveva una grande ossessione per il compagno di squadra Dan Marino, poiché era pienamente convinto che in realtà fosse il colpevole della perdita della partita in quanto la palla, secondo l'ipotesi di Finkle, era stata girata male. Ace così fa visita ai genitori di Finkle, scoprendo che il figlio è stato ricoverato in un ospedale psichiatrico a Tampa otto anni prima. La madre spera che un giorno torni a casa per poter ricominciare a giocare e, accompagnando Ace nella sua stanza, gli mostra il nastro della sconfitta dei Dolphins. Ace capisce che Marino è in pericolo ma, mentre si reca da lui, viene rapito da due falsi giocatori di football.
Avendo scoperto l'ossessione di Finkle per Marino, Ventura è sicuro che sia il colpevole del suo rapimento, responsabile inoltre dell'omicidio di Podacter, poiché quest'ultimo aveva scoperto tutto e ha anche rapito Fiocco di Neve, perché gli è stato dato il numero di Finkle e insegnato a calciare un field goal, cosa che ha interpretato come beffa, ma non riesce a trovarlo. Dopodiché, Ace va a riferire gli indizi a Einhorn, che si congratula con lui e poi lo bacia. Più tardi, Ace e Melissa vanno al manicomio di Tampa, dove Finkle è stato visto l'ultima volta otto anni prima. Ace si finge un paziente (ossessionato dal football) e così riesce a entrare nella stanza dove sono rimasti abbandonati gli effetti personali di Finkle, tra questi, trova un articolo di giornale su una donna scomparsa in circostanze misteriose di nome Lois Einhorn. Ace chiama Emilio, un amico detective che lavora al caso Fiocco di Neve, dicendogli di cercare indizi di una presunta relazione tra Einhorn e Finkle. Emilio trova nell'ufficio di Lois Einhorn una lettera d'amore di Podacter in un cassetto della scrivania, ma non riesce a scoprire altro. Ventura comincia a diventare frustrato, non riesce a capire il collegamento tra Einhorn e Finkle ed è sul punto di rinunciare al caso. Tuttavia, quando uno dei suoi cani giace sopra una foto di Finkle, i suoi peli formano una sorta di "parrucca" intorno al volto dell'uomo e copre i suoi baffi, Ace, grazie a questo fatto, riesce così a capire che Ray Finkle è Lois Einhorn, ovvero sono la stessa persona.
Il giorno dopo, Ace pedina Lois /Ray  fino a un magazzino sul mare, riuscendo finalmente a trovare Fiocco di Neve e Dan. Dopo aver neutralizzato i due complici, Ace cerca di liberare Marino, viene scoperto da Lois, che gli punta una pistola e tenendolo sotto scacco, chiama la polizia dicendo di aver trovato il rapitore, ovvero Ace. Dopo una breve lotta tra i due, arriva la polizia e circonda Ace, credendo che sia lui il colpevole, ma Melissa arriva giusto in tempo per proteggerlo minacciando di uccidere Emilio.
Einhorn dichiara che è stato Ace ad aver rapito Fiocco di Neve, ucciso Roger e che stava cercando di uccidere sia Marino che lei. Ma Ace spiega le sue motivazioni e sostiene che il tenente Einhorn è in realtà Finkle, lei nega tutte le accuse di Ace, ma quest'ultimo, cercando di dare credibilità alla sua versione, tenta prima di tirare via i capelli del tenente, pensando che si tratti una parrucca, ma sono veri, allora dice, che i capelli li abbia fatti crescere. Poi, strappa la camicetta per mostrare che non abbia il seno, ma il seno ce l'ha. In un ultimo sforzo, Ace strappa la gonna, credendo di trovare il pene, invece anche questa volta appare una figura femminile. Proprio mentre Ace è sul punto di rinunciare alla sua teoria, Marino avverte Ace di un rigonfiamento nel lato "B" del tenente. Ace, ora con la prova concreta contro Einhorn, fa un breve discorso umiliante (diretto a Einhorn) e la gira violentemente su se stessa, per rivelare il pene nascosto nelle sue mutandine, in mezzo alle gambe, a tutta la polizia di Miami.
Ace rivela che Einhorn effettivamente ha ucciso Podacter perché "ha scoperto Capitan uccello!", smascherando così Finkle. L'intera forza di polizia di Miami, Marino e anche Fiocco di Neve reagiscono in totale disgusto della vera identità di Lois, poiché tutti l'avevano baciata, come del resto aveva fatto anche Ace, che impazzì per il disgusto dopo aver scoperto che ella era un ex uomo diventato donna. Accecata dalla rabbia, Finkle fa un ultimo tentativo di uccidere Ventura, ma lui la ribalta, facendola cadere in acqua. Ace poi prende l'anello con la pietra mancante sul suo dito, prova tangibile che Lois è senza dubbio Ray e viene arrestata coi suoi complici.
Il film termina con Ace che assiste alla partita dei Dolphins. Tutto sembra andare per il meglio, e Melissa e Ace si scambiano un tenero bacio. Mentre si baciano, Ace riconosce un raro piccione albino dal valore di 25000 $, ma l'animale viene cacciato via da un uomo con un costume da uccello. Ace, infuriato, inizia così una lotta con il finto volatile dentro lo stadio e, sotto i riflettori, viene presentato, accolto e ringraziato per aver risolto il caso.

## Produzione

### Riprese
Le riprese del film si sono svolte tra il 10 maggio 1993 e il 19 luglio 1993 a Miami, tra luoghi della città, tra cui il Joe Robbie Stadium il Miami Orange Bowl, e i Greenwich Studios.

### Scene eliminate
Molte scene girate sono state eliminate dal montaggio cinematografico e sono state aggiunte nell'edizione estesa del film.
Doveva anche essere pubblicata una scena completa del concerto dei Cannibal Corpse con la canzone Hammer Smashed Face, scena che è stata notevolmente accorciata

## Distribuzione
Il film è stato distribuito dalla Warner Bros. nei cinema statunitensi il 4 febbraio 1994 e dalla Artisti Associati International nei cinema italiani il 4 agosto 1994.

### Edizione home video
In Italia il film è stato distribuito in VHS dalla Warner Home Video in maggio 1995.

## Accoglienza

### Incassi
Warner Bros. ha distribuito il film in 1 750 sale negli Stati Uniti e in Canada il 4 febbraio 1994, incassando $ 12,1 milioni nel fine settimana di apertura, classificandosi primo al botteghino e superando le altre nuove uscite Ma dov'è andata la mia bambina? e Una figlia in carriera.
 Con un budget di $ 15 milioni, la pellicola ha incassato complessivamente 107217396 $.
 La performance del film al botteghino statunitense ha portato Variety a etichettarlo come un "successo dormiente". In home video ha venduto 4,2 milioni di copie nelle prime tre settimane, risultato che il Los Angeles Times ha definito "un'attrazione altrettanto potente" della sua corsa nelle sale.

### Critica
Il film è stato accolto in modo generalmente misto da parte della critica. Sul sito Rotten Tomatoes il film detiene un punteggio del 48% di gradimento basato su 63 recensioni, con un voto medio di 4,90 su 10. Il consenso critico del sito recita: "Le buffonate contorte di Jim Carrey e l'umorismo disgustoso sono in piena pomposa mostra in Ace Ventura - L'acchiappanimali, che è una grande notizia per i fan della sua particolare marca di commedia, ma probabilmente insoddisfacente per chiunque altro." Su Metacritic il film ha un punteggio del 37 su 100, basato sul parere di 14 critici, indicando "recensioni generalmente sfavorevoli". Il Los Angeles Times riportò che «non molti critici sono stati incantati dagli exploit di Ace Ventura, e molti hanno accusato l'umorismo del film come mediocre, inutilmente volgare e omofobo».

## Riconoscimenti
- 1995 - American Comedy Award
  - Candidatura come attore protagonista più divertente in un film (Jim Carrey)
- 1995 - ASCAP Award
  - Film al top del box office (Ira Newborn)
- 1995 - Blockbuster Entertainment Award
  - Miglior attore in un film commedia (Jim Carrey)
  - Miglior attore esordiente (Jim Carrey)
- 1995 - Kids' Choice Award
  - Candidatura come film preferito
- 1994 - MTV Movie Award
  - Candidatura per la miglior performance comica (Jim Carrey)
- 1995 - Razzie Award
  - Candidatura come peggior esordiente (Jim Carrey)

## Casi mediatici
Il film è stato criticato per la sua rappresentazione delle persone trans; nel finale il personaggio femminile Einhorn viene umiliato e ridicolizzato in quanto donna transessuale. Einhorn viene spogliata dei suoi vestiti ed esposta pubblicamente come un uomo e a quel punto tutti i presenti cominciano a vomitare disgustati per aver avuto fantasie sessuali su di lei.

## Sequel
Ha avuto due sequel, Ace Ventura - Missione Africa del 1995, Ace Ventura 3 del 2009 e una serie televisiva a cartoni animati, Ace Ventura del 1995.